# سینمای ساموآ

سخنور محصول ۲۰۱۱ اولین فیلم بومی تاریخ سینمای ساموآ

سینمای ساموآ (انگلیسی: Cinema of Samoa) یک صنعت بسیار نوپا و جز سینمای اقیانوسیه به‌شمار می‌آید. از سال ۲۰۰۵ با تصویب کمک‌های دولتی شروع فیلمسازی بومی در ساموآ با هدف معرفی این کشور به عنوان یک مقصد گردشگری انجام شد.
در سال ۲۰۱۰ اولین فیلم کوتاه تاریخ سینمای ساموآ توسط توسی توماسیز به نام فضاهای مقدس (Sacred Spaces) ساخته شد. توماسیز در ۲۰۱۱ اولین فیلم بلند ملی ساموآ به نام سخنور (The Orator) را با حمایت مالی دولت و با استفاده از عوامل بومی و به زبان ساموآیی و در خاک این کشور کارگردانی کرد. این فیلم به عنوان نماینده سینمای نیوزیلند برای حضور در بخش بهترین فیلم خارجی زبان به هشتاد و چهارمین دوره جوایز اسکار معرفی شد که در لیست نهایی قرار نگرفت. سخنور در جشنواره‌های خارجی زیادی از جمله جشنواره بین‌المللی فیلم تورنتو نیز به نمایش درآمد.
در ساموآ تنها یک سالن سینما به نام Magik cinema و در پایتخت این کشور آپیا قرار دارد. این سالن تحت مالکیت میپیسو رودولف کیل، صاحب رادیو پلی‌نزی اقیانوسیه است. طبق قانون مصوب سال ۱۹۷۸ در این سالن سینما تنها فیلم‌هایی نشان داده می‌شوند که سبب تضعیف ایمان مسیحی نشوند. از این رو سانسور در این سینما به شدت اعمال می‌شود. از جمله فیلم‌های مطرحی که در این سالن دچار سانسور گسترده شدند رمز داوینچی محصول ۲۰۰۶ و میلک محصول ۲۰۰۸ قابل ذکرند.